# 7 km (obwód leningradzki)
7 km (ros. 7 км) – przystanek kolejowy w rejonie wsiewołożskim, w obwodzie leningradzkim, w Rosji. Położony jest na linii z petersburskiego Dworca Ładoskiego do Gor, pomiędzy terenami przemysłowymi a osiedlem dacz. Najbliższą miejscowością jest Nowosiergijewka.